# Српска монархистичка странка
Српска монархистичка странка је парламентарна политичка странка у Србији. Основана је 2001. године од стране бивших чланова Српског покрета обнове.

## Оснивање
Српска монархистичка странка је основана 20. октобра 2001. године. Њени оснивачи су бивши чланови Српског покрета обнове, странке која је основана почетком деведесетих година и свима била препознатљива по оштром залагању за монархистичко уређење Србије.

## Активизам
Странка је јавности постала позната у време предизборне кампање за опште изборе 2012. године у Републици Србији, растурањем пропагандног материјала.

## Остале активности
Странка је постала део Савеза за Србију 23. јануара 2019. године. и остала тамо све до утапања ове коалиције у нову Удружена опозиција Србије.